# Béla Szőkefalvi-Nagy
Pour les articles homonymes, voir Bela Nagy et Nagy.
Béla Szőkefalvi-Nagy, né le 29 juillet 1913 à Kolozsvár (actuellement, Cluj) et mort le 21 décembre 1998 à Szeged, est un mathématicien hongrois. Il s'est essentiellement consacré à la résolution des équations aux dérivées partielles et des équations intégrales. Le traité d'analyse fonctionnelle qu'il a publié en français avec Riesz est un ouvrage désormais classique. 

## Biographie
Son père, Gyula Szőkefalvi-Nagy, était également un mathématicien réputé.
Szőkefalvi-Nagy a collaboré avec Alfréd Haar et Frigyes Riesz, fondateurs de l'école de mathématique de Szeged. Il a contribué à l’élaboration de la théorie des séries de Fourier et de la théorie de l'approximation. Ses principaux apports furent dans l'analyse fonctionnelle, spécialement dans la théorie des espaces de Hilbert. Il fut le rédacteur principal dans Zentralblatt MATH, dans les Acta Scientiarum Mathematicarum et dans l’Analysis Mathematica.

## Prix et distinctions
Il a reçu la médaille Tibor-Szele en 1978 puis la médaille Lomonossov en 1979.
Pour honorer sa mémoire, la médaille Béla Szőkefalvi-Nagy est remise par l’Institut mathématique János Bolyai.

## Ouvrages
- Béla Szőkefalvi-Nagy,

Spektraldarstellung linearer Transformationen des Hilbertschen Raumes (allemand), Berlin, 1942, 80 p. ; 1967, 82 p.
- Frederic Riesz et Béla Szőkefalvi-Nagy, Leçons d'analyse fonctionnelle (français), 2e éd. Akadémiai Kiado, Budapest, 1953, VIII+455 p.
- Ciprian Foias et Béla Szőkefalvi-Nagy, Analyse harmonique des opérateurs de l'espace de Hilbert (français), Masson et Cie, Paris ; Akadémiai Kiadó, Budapest, 1967, XI+373 p.
- Béla Szőkefalvi-Nagy et Frederic Riesz, Funkcionálanalízis, Budapest, 1988, 534 p.

## Principaux articles
- Diagonalization of matrices over H∞. Acta Scientiarum Mathematicarum. Szeged, 1976
- On contractions similar to isometries and Toeplitz operators, avec Ciprian Foiaş. Ann. Acad. Scient. Fennicae, 1976.
- The function model of a contraction and the space L’/H’, avec Ciprian Foiaş. Acta Scientiarum Mathematicarum. Szeged, 1979, 1980.
- Toeplitz type operators and hyponormality, avec Ciprian Foiaş. Operator theory. Advances and appl., 1983.
- Factoring compact operator-valued functions, avec authors. Acta Scientiarum Mathematicarum. Szeged, 1985.